# Fußballclub Hansa Rostock 2005-2006
Questa voce raccoglie le informazioni riguardanti il Fußballclub Hansa Rostock nelle competizioni ufficiali della stagione 2005-2006.

## Stagione
Nella stagione 2005-2006 l'Hansa Rostock, allenato da Jörg Berger e Frank Pagelsdorf, concluse il campionato di 2. Bundesliga al 10º posto. In Coppa di Germania l'Hansa Rostock fu eliminato agli ottavi di finale dal Kickers Offenbach.

## Rosa
| N. |                       | Ruolo | Calciatore       |
| -- | --------------------- | ----- | ---------------- |
| 1  | Germania (bandiera)   | P     | Mathias Schober  |
| 2  | Slovenia (bandiera)   | D     | Mišo Brečko      |
| 3  | Germania (bandiera)   | D     | Martin Pohl      |
| 4  | Germania (bandiera)   | C     | Enrico Gaede     |
| 5  | Danimarca (bandiera)  | D     | Kim Madsen       |
| 6  | Germania (bandiera)   | D     | Ronald Maul      |
| 7  | Germania (bandiera)   | C     | René Rydlewicz   |
| 8  | Montenegro (bandiera) | C     | Đorđije Ćetković |
| 9  | Germania (bandiera)   | A     | Enrico Kern      |
| 10 | Germania (bandiera)   | C     | Kevin Hansen     |
| 11 | Svezia (bandiera)     | A     | Rade Prica       |
| 12 | Germania (bandiera)   | D     | Marc Stein       |
| 13 | Germania (bandiera)   | D     | Tim Sebastian    |
| 14 | Ungheria (bandiera)   | C     | Zsolt Löw        |
| 15 | Svezia (bandiera)     | A     | Magnus Arvidsson |

| N. |                     | Ruolo | Calciatore                  |
| -- | ------------------- | ----- | --------------------------- |
| 17 | Germania (bandiera) | C     | Tobias Rathgeb              |
| 18 | Iran (bandiera)     | A     | Amir Shapourzadeh           |
| 19 | Italia (bandiera)   | A     | Antonio Di Salvo            |
| 20 | Germania (bandiera) | D     | Patrick Jahn                |
| 21 | Germania (bandiera) | P     | Axel Keller                 |
| 22 | Brasile (bandiera)  | C     | Flavio Faroni               |
| 23 | Germania (bandiera) | D     | Denis Lapaczinski           |
| 24 | Germania (bandiera) | A     | Marcel von Walsleben-Schied |
| 25 | Germania (bandiera) | P     | Carsten Busch               |
| 28 | Brasile (bandiera)  | D     | Gledson                     |
| 31 | Germania (bandiera) | D     | Kai Bülow                   |
| 33 | Germania (bandiera) | C     | Michael Hartmann            |
| 34 | Germania (bandiera) | C     | Anton Müller                |
| 36 | Germania (bandiera) | A     | Clemens Lange               |

## Organigramma societario
Area tecnica
- Allenatore: Frank Pagelsdorf
- Allenatore in seconda: Timo Lange
- Preparatore dei portieri: Perry Bräutigam
- Preparatori atletici:

## Calciomercato

### Sessione estiva
| Acquisti | Acquisti                    | Acquisti                 | Acquisti |
| R.       | Nome                        | da                       | Modalità |
| -------- | --------------------------- | ------------------------ | -------- |
| C        | Flavio Faroni               | Osnabrück                |          |
| D        | Mišo Brečko                 | Amburgo                  |          |
| D        | Kai Bülow                   | Hansa Rostock (juniores) |          |
| C        | Enrico Gaede                | Rot-Weiss Essen          |          |
| D        | Gledson                     | LR Ahlen                 |          |
| D        | Oumar Kondé                 | Friburgo                 |          |
| A        | Clemens Lange               | Hansa Rostock (juniores) |          |
| C        | Zsolt Löw                   | Energie Cottbus          |          |
| A        | Marcel von Walsleben-Schied | Unterhaching             |          |

| Cessioni | Cessioni         | Cessioni       | Cessioni |
| R.       | Nome             | da             | Modalità |
| -------- | ---------------- | -------------- | -------- |
| C        | David Rasmussen  | Viborg         |          |
| C        | Thomas Rasmussen | Brøndby        |          |
| A        | Marcus Allbäck   | Copenaghen     |          |
| D        | Delano Hill      | Austria Vienna |          |
| C        | Marcus Lantz     | Brøndby        |          |
| A        | Jari Litmanen    | Malmö FF       |          |
| C        | Thomas Meggle    | St. Pauli      |          |
| D        | Gabriel Melkam   | Siegen         |          |
| D        | Uwe Möhrle       | Duisburg       |          |
| C        | Joakim Persson   | Stabæk         |          |
| A        | Marco Vorbeck    | Dinamo Dresda  |          |

### Sessione invernale
| Acquisti | Acquisti         | Acquisti       | Acquisti |
| R.       | Nome             | da             | Modalità |
| -------- | ---------------- | -------------- | -------- |
| C        | Đorđije Ćetković | Voždovac       |          |
| C        | Tobias Rathgeb   | Stoccarda      |          |
| A        | Enrico Kern      | Jahn Ratisbona |          |

| Cessioni | Cessioni    | Cessioni  | Cessioni |
| R.       | Nome        | da        | Modalità |
| -------- | ----------- | --------- | -------- |
| D        | Oumar Kondé | Hibernian |          |

## Risultati

### 2. Bundesliga

#### Girone di andata
| Arbitro: | Weiner |

|              |           |                           |
| Di Salvo 26’ | Marcatori | 60’ Weißenfeldt 87’ Wörle |

| Arbitro: | Drees |

|                                               |           |                  |
| Agostino 3’, 16’ Vučićević 60’ Kolomazník 78’ | Marcatori | 88’ (aut.) Costa |

| Arbitro: | Seemann |

|                                       |           |                        |
| von Walsleben-Schied 4’ Arvidsson 72’ | Marcatori | 61’, 69’ Graf 86’ Kuru |

| Arbitro: | Wack |

|                 |           |  |
| Meichelbeck 90’ | Marcatori |  |

| Arbitro: | Sippel |

|                                       |           |  |
| Rydlewicz 2’ von Walsleben-Schied 71’ | Marcatori |  |

| Arbitro: | Grudzinski |

|            |           |              |
| Spizak 57’ | Marcatori | 44’ Di Salvo |

| Arbitro: | Kircher |

|              |           |  |
| Di Salvo 16’ | Marcatori |  |

| Arbitro: | Kuhl |

|             |           |           |
| Bogavac 37’ | Marcatori | 24’ Bülow |

| Arbitro: | Rafati |

|           |           |  |
| Prica 22’ | Marcatori |  |

| Arbitro: | Winkmann |

|                |           |  |
| Masmanidis 28’ | Marcatori |  |

| Arbitro: | Brombacher |

|                                              |           |               |
| von Walsleben-Schied 13’, 54’ Prica 73’, 79’ | Marcatori | 28’, 52’ Buck |

| Arbitro: | Wagner |

|            |           |                             |
| Örtülü 76’ | Marcatori | 21’ Arvidsson 33’ Sebastian |

| Rostock 21 novembre 2005, ore 20:15 CET 13ª giornata | Hansa Rostock | 0 – 0 referto | Energie Cottbus | Ostseestadion (22 000 spett.)\| Arbitro: \| Brych \| |
| Arbitro:                                             | Brych         |               |                 |                                                      |

| Arbitro: | Welz |

|                             |           |                                        |
| Ibertsberger 45’ Koejoe 86’ | Marcatori | 12’ Arvidsson 89’ von Walsleben-Schied |

| Arbitro: | Henschel |

|                          |           |                      |
| von Walsleben-Schied 57’ | Marcatori | 45’ Fuchs 63’ Eigler |

| Arbitro: | Schempershauwe |

|                 |           |                                  |
| Patschinski 62’ | Marcatori | 37’ Hansen 61’ Gledson 74’ Prica |

| Arbitro: | Merk |

|          |           |                                              |
| Dorn 25’ | Marcatori | 7’ Kern 62’ von Walsleben-Schied 64’ Gledson |

#### Girone di ritorno
| Arbitro: | Schmidt |

|                                                 |           |             |
| Kern 22’ von Walsleben-Schied 62’ Rydlewicz 74’ | Marcatori | 90’ Hofmann |

| Arbitro: | Fleischer |

|  |           |                            |
|  | Marcatori | 5’ Bechmann 8’ Meichelbeck |

| Arbitro: | Schempershauwe |

|                                    |           |  |
| Brouwers 13’ Krösche 17’ Dogan 19’ | Marcatori |  |

| Arbitro: | Perl |

|              |           |  |
| Wagefeld 68’ | Marcatori |  |

| Arbitro: | Schriever |

|                                     |           |  |
| von Walsleben-Schied 59’ Brečko 81’ | Marcatori |  |

| Arbitro: | Kircher |

|                                   |           |                        |
| Ebbers 4’ Reghecampf 20’ Noll 45’ | Marcatori | 12’ Rathgeb 66’ Hansen |

| Arbitro: | Sahler |

|              |           |  |
| Ćetković 16’ | Marcatori |  |

| Arbitro: | Stark |

|                  |           |                   |
| Siradze 48’, 52’ | Marcatori | 17’ (aut.) Ehlers |

| Arbitro: | Wagner |

|               |           |  |
| Kern 66’, 90’ | Marcatori |  |

| Arbitro: | Gagelmann |

|                                       |           |          |
| Graf 8’, 18’ Rische 38’ Rodrigues 64’ | Marcatori | 87’ Kern |

| Arbitro: | Schößling |

|  |           |          |
|  | Marcatori | 33’ Kern |

| Arbitro: | Henschel |

|                             |           |  |
| Stein 9’ Bülow 12’ Kern 14’ | Marcatori |  |

| Arbitro: | Fischer |

|               |           |  |
| Radu 33’, 90’ | Marcatori |  |

| Arbitro: | Stachowiak |

|               |           |                           |
| Sebastian 78’ | Marcatori | 58’ (rig.) Bamba 81’ Book |

| Arbitro: | Pickel |

|          |           |                  |
| Kern 24’ | Marcatori | 30’, 40’ Matmour |

| Arbitro: | Fischer |

|                          |           |  |
| Mijatović 11’ Eigler 40’ | Marcatori |  |

| Arbitro: | Kircher |

|               |           |                                |
| Arvidsson 28’ | Marcatori | 21’ Bröker 52’ Ulich 78’ Pergl |

### Coppa di Germania
| Arbitro: | Welz |

|                  |           |                                                       |
| D'Incau 68’, 78’ | Marcatori | 18’, 55’ Löw 104’ Di Salvo 112’ Arvidsson 116’ Brečko |

| Arbitro: | Wack |

|                                                  |           |                             |
| von Walsleben-Schied 16’ Prica 28’ Arvidsson 41’ | Marcatori | 3’ Hitzlsperger 82’ Ljuboja |

| Arbitro: | Gräfe |

|                                            |                      |                                       |
| von Walsleben-Schied 90’                   | Marcatori            | 23’ Türker                            |
| Hansen Bülow Madsen Rydlewicz Shapourzadeh | Tiri di rigore 3 – 4 | Judt Mokhtari Wandeir Sieger Yildirim |

## Statistiche

### Statistiche di squadra
| Competizione      | Punti | In casa | In casa | In casa | In casa | In casa | In casa | In trasferta | In trasferta | In trasferta | In trasferta | In trasferta | In trasferta | Totale | Totale | Totale | Totale | Totale | Totale | DR |
| Competizione      | Punti | G       | V       | N       | P       | Gf      | Gs      | G            | V            | N            | P            | Gf           | Gs           | G      | V      | N      | P      | Gf     | Gs     | DR |
| ----------------- | ----- | ------- | ------- | ------- | ------- | ------- | ------- | ------------ | ------------ | ------------ | ------------ | ------------ | ------------ | ------ | ------ | ------ | ------ | ------ | ------ | -- |
| 2. Bundesliga     | 43    | 17      | 9       | 1       | 7       | 26      | 19      | 17           | 4            | 3            | 10           | 18           | 30           | 34     | 13     | 4      | 17     | 44     | 49     | -5 |
| Coppa di Germania | -     | 2       | 1       | 1       | 0       | 4       | 3       | 1            | 1            | 0            | 0            | 5            | 2            | 3      | 2      | 1      | 0      | 9      | 5      | +4 |
| Totale            | 43    | 19      | 10      | 2       | 7       | 30      | 22      | 18           | 5            | 3            | 10           | 23           | 32           | 37     | 15     | 5      | 17     | 53     | 54     | -1 |

### Andamento in campionato
| Giornata  | 1  | 2  | 3  | 4  | 5  | 6  | 7  | 8  | 9  | 10 | 11 | 12 | 13 | 14 | 15 | 16 | 17 | 18 | 19 | 20 | 21 | 22 | 23 | 24 | 25 | 26 | 27 | 28 | 29 | 30 | 31 | 32 | 33 | 34 |
| --------- | -- | -- | -- | -- | -- | -- | -- | -- | -- | -- | -- | -- | -- | -- | -- | -- | -- | -- | -- | -- | -- | -- | -- | -- | -- | -- | -- | -- | -- | -- | -- | -- | -- | -- |
| Luogo     | C  | T  | C  | T  | C  | T  | C  | T  | C  | T  | C  | T  | C  | T  | C  | T  | T  | C  | C  | T  | T  | C  | T  | C  | T  | C  | T  | T  | C  | T  | C  | C  | T  | C  |
| Risultato | P  | P  | P  | P  | V  | N  | V  | N  | V  | P  | V  | V  | N  | N  | P  | V  | V  | V  | P  | P  | P  | V  | P  | V  | P  | V  | P  | V  | V  | P  | P  | P  | P  | P  |
| Posizione | 10 | 17 | 17 | 17 | 16 | 16 | 15 | 15 | 12 | 14 | 11 | 11 | 12 | 10 | 11 | 12 | 13 | 10 | 9  | 9  | 11 | 13 | 11 | 11 | 11 | 10 | 10 | 7  | 7  | 7  | 9  | 10 | 10 | 10 |

Legenda:

Luogo: C = Casa; T = Trasferta. Risultato: V = Vittoria; N = Pareggio; P = Sconfitta.

### Statistiche dei giocatori
| Giocatore               | 2. Bundesliga | 2. Bundesliga | 2. Bundesliga | 2. Bundesliga | Coppa di Germania | Coppa di Germania | Coppa di Germania | Coppa di Germania | Totale   | Totale | Totale      | Totale     |
| Giocatore               | Presenze      | Reti          | Ammonizioni   | Espulsioni    | Presenze          | Reti              | Ammonizioni       | Espulsioni        | Presenze | Reti   | Ammonizioni | Espulsioni |
| ----------------------- | ------------- | ------------- | ------------- | ------------- | ----------------- | ----------------- | ----------------- | ----------------- | -------- | ------ | ----------- | ---------- |
| M. Arvidsson            | 26            | 4             | 1             | 0             | 3                 | 2                 | 1                 | 0                 | 29       | 6      | 2           | 0          |
| M. Brečko               | 24            | 1             | 4             | 1             | 3                 | 1                 | 2                 | 0                 | 27       | 2      | 6           | 1          |
| C. Busch                | 0             | 0             | 0             | 0             | 0                 | 0                 | 0                 | 0                 | 0        | 0      | 0           | 0          |
| K. Bülow                | 25            | 2             | 4             | 0             | 2                 | 0                 | 0                 | 0                 | 27       | 2      | 4           | 0          |
| A. Di Salvo             | 18            | 3             | 2             | 0             | 1                 | 1                 | 0                 | 0                 | 19       | 4      | 2           | 0          |
| F. Faroni               | 4             | 0             | 1             | 0             | 0                 | 0                 | 0                 | 0                 | 4        | 0      | 1           | 0          |
| E. Gaede                | 12            | 0             | 2             | 0             | 1                 | 0                 | 0                 | 0                 | 13       | 0      | 2           | 0          |
| G. Gledson              | 19            | 2             | 2             | 0             | 2                 | 0                 | 0                 | 0                 | 21       | 2      | 2           | 0          |
| K. Hansen               | 12            | 2             | 2             | 0             | 1                 | 0                 | 0                 | 0                 | 13       | 2      | 2           | 0          |
| M. Hartmann             | 31            | 0             | 7             | 0             | 3                 | 0                 | 1                 | 0                 | 34       | 0      | 8           | 0          |
| P. Jahn                 | 3             | 0             | 1             | 0             | 0                 | 0                 | 0                 | 0                 | 3        | 0      | 1           | 0          |
| A. Keller               | 0             | 0             | 0             | 0             | 0                 | 0                 | 0                 | 0                 | 0        | 0      | 0           | 0          |
| E. Kern                 | 17            | 8             | 5             | 0             | 0                 | 0                 | 0                 | 0                 | 17       | 8      | 5           | 0          |
| O. Kondé                | 2             | 0             | 0             | 0             | 0                 | 0                 | 0                 | 0                 | 2        | 0      | 0           | 0          |
| C. Lange                | 0             | 0             | 0             | 0             | 2                 | 0                 | 1                 | 0                 | 2        | 0      | 1           | 0          |
| D. Lapaczinski          | 13            | 0             | 2             | 0             | 2                 | 0                 | 0                 | 0                 | 15       | 0      | 2           | 0          |
| Z. Löw                  | 11            | 0             | 0             | 0             | 1                 | 2                 | 0                 | 0                 | 12       | 2      | 0           | 0          |
| K. Madsen               | 17            | 0             | 0             | 0             | 2                 | 0                 | 1                 | 0                 | 19       | 0      | 1           | 0          |
| R. Maul                 | 11            | 0             | 3             | 0             | 1                 | 0                 | 0                 | 0                 | 12       | 0      | 3           | 0          |
| A. Müller               | 3             | 0             | 0             | 0             | 1                 | 0                 | 0                 | 0                 | 4        | 0      | 0           | 0          |
| M. Pohl                 | 13            | 0             | 3             | 0             | 2                 | 0                 | 0                 | 0                 | 15       | 0      | 3           | 0          |
| R. Prica                | 29            | 4             | 9             | 1             | 2                 | 1                 | 0                 | 1                 | 31       | 5      | 9           | 2          |
| T. Rasmussen            | 2             | 0             | 0             | 0             | 0                 | 0                 | 0                 | 0                 | 2        | 0      | 0           | 0          |
| T. Rathgeb              | 14            | 1             | 2             | 0             | 0                 | 0                 | 0                 | 0                 | 14       | 1      | 2           | 0          |
| R. Rydlewicz            | 32            | 2             | 10            | 0             | 3                 | 0                 | 2                 | 0                 | 35       | 2      | 12          | 0          |
| M. Schober              | 34            | 0             | 1             | 0             | 3                 | 0                 | 0                 | 0                 | 37       | 0      | 1           | 0          |
| T. Sebastian            | 30            | 2             | 4             | 0             | 3                 | 0                 | 0                 | 0                 | 33       | 2      | 4           | 0          |
| A. Shapourzadeh         | 11            | 0             | 2             | 0             | 1                 | 0                 | 0                 | 0                 | 12       | 0      | 2           | 0          |
| M. Stein                | 11            | 1             | 0             | 0             | 0                 | 0                 | 0                 | 0                 | 11       | 1      | 0           | 0          |
| M. von Walsleben-Schied | 34            | 9             | 3             | 0             | 3                 | 2                 | 0                 | 0                 | 37       | 11     | 3           | 0          |
| Đ. Ćetković             | 12            | 1             | 3             | 0             | 0                 | 0                 | 0                 | 0                 | 12       | 1      | 3           | 0          |